# Křesťanství v Kazachstánu
Křesťanství v Kazachstánu je druhé největší náboženství po islámu. Více než jedna čtvrtina obyvatel je křesťanského vyznání. Většina křesťanů jsou Rusové, Ukrajinci a Bělorusové, kteří nejvíce patří do Ruské pravoslavné církve. Asi 1,5 procenta populace jsou etnicky Němci a většina z nich patří do Římskokatolické a Luteránské církve. Existují zde také presbyteriáni, Svědkové Jehovovi, Adventisté sedmého dne a letniční hnutí. Metodisté, mennonité a mormoni jsou také církve registrované státem.
Podle sčítání z roku 2009 je 26 % Kazachstánců křesťanského vyznání. Nacházejí se zde také dvě baptistické denominace; Rada církví Evangelických křesťanů a Baptistů s asi tisícem členů a Baptistická unie v Kazachstánu s asi 10 000 členy.

## Demografie

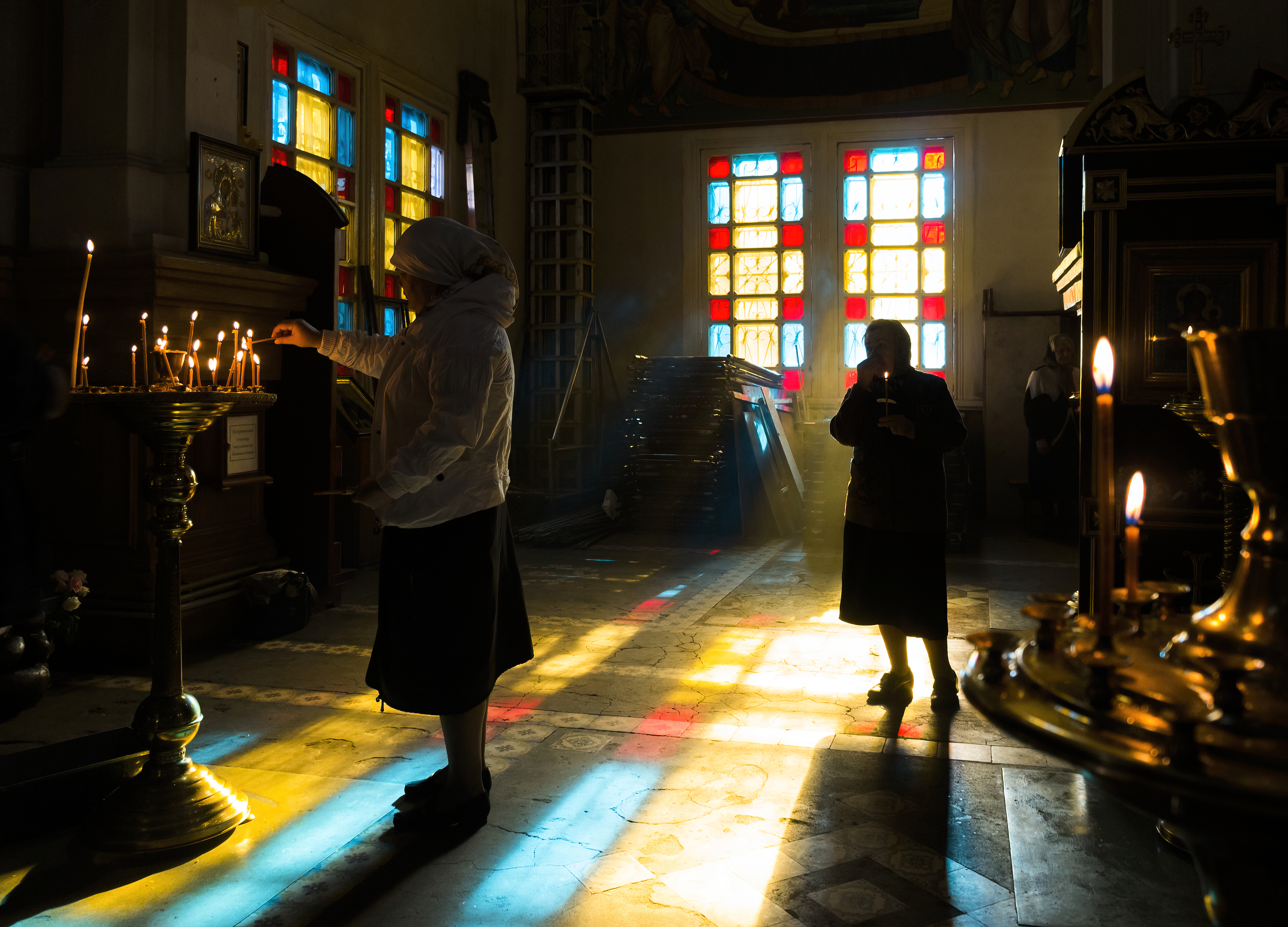
Pravoslavní v katedrále v Almaty

Podle sčítání lidu z roku 2009 žije v Kazachstánu 4 214 232 křesťanů. Jejich etnická příslušnost je následující:
- Rusové – 3 476 748
- Ukrajinci – 302 199
- Němci – 145 556
- Bělorusové – 59 936
- Korejci – 49 543
- Kazachstánci – 39 172
- Poláci – 30 675
- Tataři – 20 913
- Ázerbájdžánci – 2 139
- Uzbekové – 1 794
- Ujgurové – 1 142
- Čečenci – 940
- Tádžikové – 331
- Turkové – 290
- Kyrgyzové – 206
- Kurdové – 203
- Dungáni – 191
- Další minority – 82 254

## Historie
Před dobytím Čingischánem zde žilo několik nestoriánů.
V době, kdy si toto území podmanil, byla většina Najmanů křesťané. Tak to také zůstalo i při mongolském dobytí. Mezitím, Najmanové, kteří se usadili v Západním kaganátu Mongolské říše, konvertovali k islámu. Jižní mongolští Najmanové v 16. století konvertovali k buddhismu.